# Gwara Mazurów wieleńskich
Gwara Mazurów wieleńskich – gwara dialektu wielkopolskiego związana ze społecznością Mazurów wieleńskich, charakteryzująca się mazurzeniem.
Badaniem gwary Mazurów wieleńskich zajmował się Adam Tomaszewski.